# 合迪儿·别儿迪
合迪儿·别儿迪（?—?），金帳汗國君主（1419年在位），是脱脱迷失的儿子。
1405年脱脱迷失被杀，合迪儿·别儿迪跟随哥哥札兰丁·汗逃往立陶宛大公國，立陶宛大公维陶塔斯大帝帮助他们兄弟攻打金帐汗国也迪古。札兰丁·汗推翻了金帐汗国可汗帖木儿·忽格鲁特之子帖木儿汗。1413年，合迪儿·别儿迪另一个哥哥乞邻·别儿歹杀了札兰丁·汗，1414年乞邻·别儿歹的统治结束。合迪儿·别儿迪继续追击也迪古。
1419年，合迪儿·别儿迪登上了萨莱的汗位。也迪古在萨莱楚克遭遇合迪儿·别儿迪，兵败被擒，合迪儿·别儿迪命令手下将也迪古砍成肉块。
| 前任： 德维什汗 | 金帐汗国君主 1419年 | 繼任： 哈只·穆罕默德 |